# 云巴

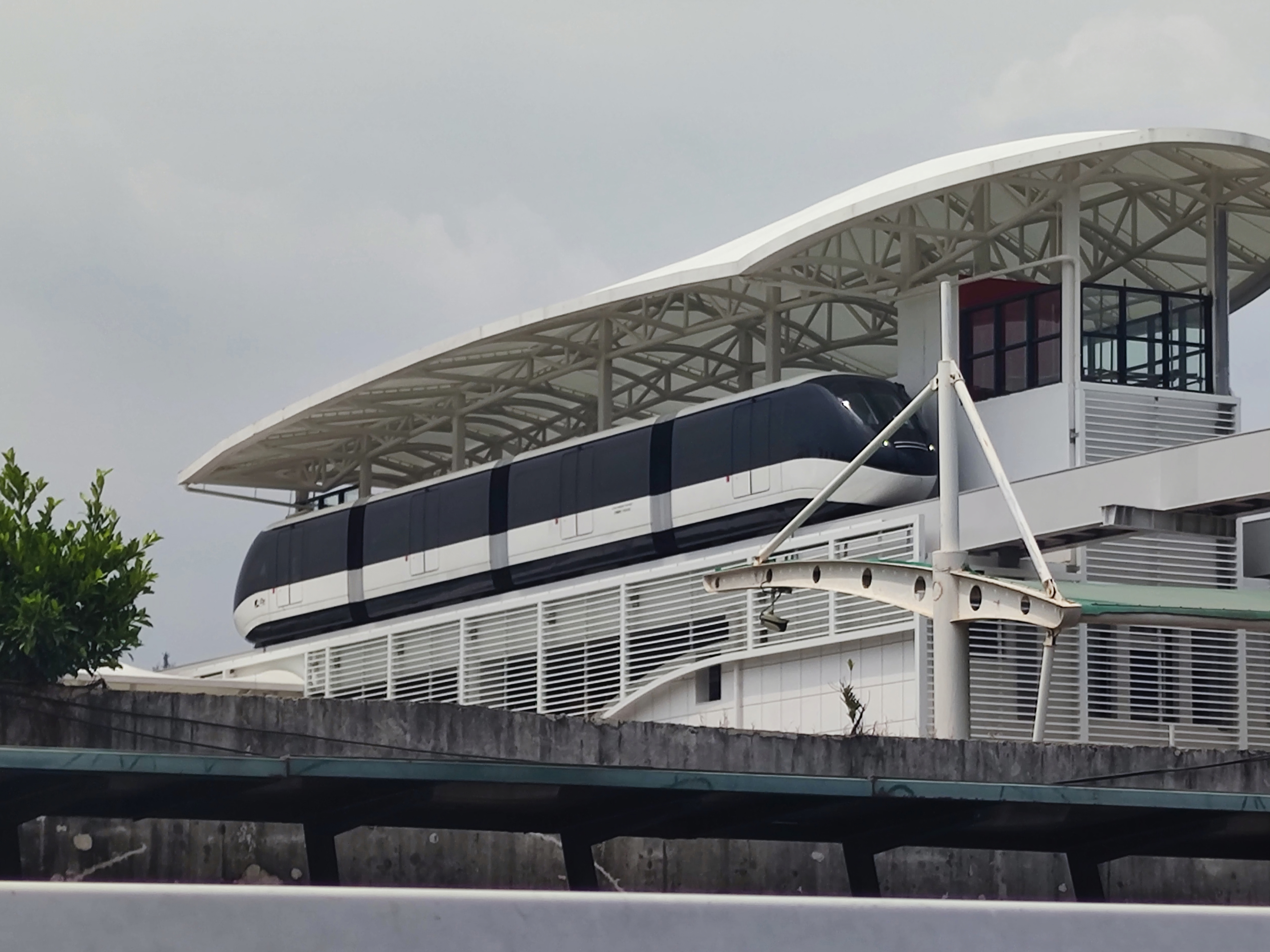
靠站的坪山云巴列车

云巴（英語：SkyShuttle）是中国制造商比亞迪自行研發的小运量轨道交通运输系统，屬於胶轮路轨系统，有转弯半径小、爬坡能力强、噪音低、振动小、安全性高、敷设方式灵活等优点，每小时运能0.6-1.0万人，最高运行时速达80公里。2021年4月16日，全球首条无人驾驶“云巴”示范线在重庆璧山正式开通。

## 路线

### 已运营
- 重庆市璧山区云巴
- 广东省深圳市坪山区云巴1号线
- 湖南省长沙市湘江新区大王山云巴
- 安徽省合肥市比亚迪园区
- 陝西省西安市云巴
- 河南省郑州市比亚迪郑州园区线[2]

### 建设中
- 山东省济南市高新东区云巴

## 分类
参照中国城市轨道交通协会公布的团体标准《城市轨道交通分类》（T/CAMET 00001-2020），比亚迪云巴被归类为导轨式胶轮系统，属于新型低运量轨道交通系统。2021年9月，国家发改委公布《低运量轨道交通系统规划建设工作要点（暂行）》，要求低运量轨道交通系统工程造价不可高于1亿元/公里，并由地方发改委审批。